# 相場均
相場 均（あいば ひとし、1924年12月5日 - 1976年9月3日）は、日本の心理学者。専門は、臨床心理学・精神病理学。学位は、医学博士（慶應義塾大学・1960年）。早稲田大学教授・コロンビア大学教授を歴任。妻は女優の高田敏江。妹は宗教哲学者の川中なほ子。

## 略歴
東京生まれ。1950年早稲田大学文学部心理学科卒。桜ヶ丘保養院神経科勤務、慶應義塾大学医学部神経科助手を経て、1951年米国テキサス大学オースティン校、1954年西ドイツテュービンゲン大学客員研究員。1956年早稲田大学文学部助教授。1960年医学博士（慶應義塾大学）。後にコロンビア大学客員教授、早稲田大学文学部心理学科教授。1976年急性心不全により長野県松本市で死去。

## 人物
公害による住民の心理調査や精神病理学の研究を行った。

## 学会
- 日本学術会議会員

## 著書

### 単著
- 『性格 素質とのたたかい』中央公論社〈中公新書 14〉、1963年5月。
- 『感覚の世界 見る、聞く、さわる、味をみる』講談社〈ブルーバックス B-19〉、1964年8月。
- 『うその心理学』講談社〈講談社現代新書 36〉、1965年3月。
- 『現代人の精神衛生』大日本図書〈現代心理学ブックス〉、1965年5月。
- 『異常の心理学』講談社〈講談社現代新書 184〉、1969年4月。
- 『能力開発自主トレーニング 心理学に基づく能力開発マシン』学習研究社〈Gakken business〉、1969年5月。
- 『人の心は動かせる 説得の心理』学習研究社〈Gakken business〉、1969年9月。
- 『孤独の考察 現代人の心と行動』平凡社、1972年10月。
- 『幸福への条件』毎日新聞社、1976年11月。
- 『心との出会い』毎日新聞社、1977年12月。
- 『現代人の精神分析』講談社〈講談社学術文庫 252〉、1978年6月。

### 編著
- 『劣等感 自我との闘い』実業之日本社〈実日新書カルチュア 16〉、1967年7月。
- 『異常性欲』至文堂〈現代のエスプリ No.61〉、1972年8月。
- 『青年期 危機と独創の時代』芸林書房、1972年9月。
- 『現代青年心理学』芸林書房、1977年10月。

### 翻訳
- エルンスト・クレッチメル『体格と性格 体質の問題および気質の学説によせる研究』文光堂、1960年4月。
- Bruce P. Dohrenwend、Barbara Snell Dohrenwend『精神障害の社会心理学』医学書院、1972年4月。

### 監修
- 『現代精神病理学のエッセンス フロイト以後の代表的精神病理学者の人と業績』相場均・荻野恒一監修、ぺりかん社〈ぺりかん・エッセンス・シリーズ 10〉、1979年5月。

### 共著
- 清原健司、相場均『精神衛生序説』前野書店、1957年1月。
- 新美良純、相場均『GSR研究の手引 これからGSR研究をはじめる人のために』山越製作所、1957年3月。
- 『行動科学としての心理学 心のしくみ』芸林書房、1970年4月。

### 共編
- 加藤, 正明、相場, 均、南, 博 編『文化の臨床社会心理学』誠信書房〈現代人の病理 第1巻〉、1972年4月。
- 木村, 駿、相場, 均、南, 博 編『文化の臨床社会心理学』誠信書房〈現代人の病理 第2巻〉、1972年8月。
- 滝沢, 清人、相場, 均、南, 博 編『家族の臨床社会心理学』誠信書房〈現代人の病理 第3巻〉、1973年1月。
- 浅井, 正昭、相場, 均、南, 博 編『エロスの臨床社会心理学』誠信書房〈現代人の病理 第4巻〉、1974年3月。
- 荻野恒一・相場均・南博 編『臨床社会心理学の基礎』誠信書房〈現代人の病理 第5巻〉、1975年4月。

### 共編著
- 南博、相場均、なだいなだ『病める心と社会 現代人の異常心理』野火書房、1968年10月。

### 論文
- 「精神電流現象に関する研究」 『医学評論』 1950
- 清原健司と共著 「逆行性健忘症の一例について-心理学的諸検査」 『心理学研究』 第23巻 2号 1952
- 「G.S.R.の精神医学的応用」 『フィロソフィア』 1954
- 「ノイローゼ」 『年報社会心理学』 第6号 1965
- 加藤正明らとのシンポジウム 「精神衛生と社会心理学-医療社会への適用」 『早稲田大学心理学年報』 第3巻 1971
- 木村駿らと共著 「過疎地域社会の住民意識に関する臨床社会心理学的研究」 『年報社会心理学』 第14号 1973